# 李家山镇
李家山镇，是中华人民共和国青海省西宁市湟中区下辖的一个乡镇级行政单位。

## 行政区划
李家山镇下辖以下地区：
李家山社区、崖头村、董家湾村、柳树庄村、王家堡村、卡约村、下坪村、上坪村、包家庄村、陈家庄村、汉水沟村、毛尔茨沟村、马营村、下油房村、纳家村、岗岔村、上西河村、下西河村、新添堡村、河湾村、吉家村、甘家村、新庄村、勺麻营村、大路村、李家山村、马圈沟村、金跃村、峡口村、阳坡村、阴坡村、恰罗村和塔尔沟村。